# Заштићени природни предио Плива, Јањ са резерватом Јањске отоке
Плива и Јањ са резерватом Јањске отоке представљају заштићени природни предио на подручју Републике Српске. У овај дио потпада читаво подручје ријеке Јањ од свог извора у близини села Бабићи, па до ушћа у ријеку Пливу код Шипова.

## Опис добра
Ријека Јањ извире испод клисуре високе преко 100m, а 200m ниже од извора налази се вир Опачац, гдје је вода дубока преко 30m. Приступ овом дијелу ријеке је веома отежан због стрмих обала. Ово седрено подручје је сачувано од било каквих штетних захвата. На удаљености од 500 m од извора налази се Водопад код Букве. На том мјесту ријека скреће на десну страну у једну мању клисуру и пада преко камене пречаге високе око 12m, стварајући водопад. Испод Јањске Отоке налази се и најинтересантнији објекат на Јању — Водопад испод Соколине. Од тога мјеста до ушћа Јања у Пливу корито је веома богато седром, па пред самим ушћем седрене наслаге стварају читаву делту великог низа мањих и већих водених рукаваца.
Извор Пливе састоји се, заправо, из два веома јака извора, који су удаљени око 300m један од другог, налазе се на истој надморској висини, а састају се 1 km ниже испод села Драгнића. Десни крак извире испод планине Мајевац у мјесту званом Равни До. Вода избија у великој количини из стијене. Око 80m испод извора, са лијеве стране, улази у Пливу поток Црњична, који за вријеме великих киша представља веома снажну бујицу, па је дјеловањем овог бујичног потока, Плива на овом завијутку скренула нешто свој ток на десну страну. Овај десни крак Пливе пролази кроз шумовити предио, те образује многе живописне брзаке и мање каскаде. Лијеви крак Пливе извире изнад села Драгнића на три мјеста, те се сва три рукавца састају након 100m тока ријеке. Наводно, за вријеме вршидбе мјештани су из Гламочког Поља бацали у овај понор пљеву, која је доцније излазила на свом садашњем извору, и по томе је ријека названа Пљева — Плива.
Након спајања оба крака Плива поприма много мирнији ток, а у ширим партијама терена разлива се и код Шипова је широка преко 30 м. У кориту Пливе од извора до ушћа Јања нема седре. Од извора Пливе око 800m далеко налази се мало Драгнић језеро. Језеро је дуго у правцу сјевер-југ 65m, а широко 35m; према извршеним испитивањима језеро је дубоко 10m, што је и његова највећа дубина.

## Степен заштите
Подручје се налази на листи добара планираних за успостављање заштите у планском периоду по IUCN класификацији.